# Ігри патріотів (роман)
Ігри патріотів — роман-трилер, написаний Томом Кленсі та опублікований у липні 1987 року. У романі розповідається про те, як Джек Раян стає мішенню ірландської терористичної групи «Армія Визволення Ольстера» за те, що він перешкодив їх спробі викрадення принца та принцеси Уельських у Лондоні.
Роман Кленсі «Без каяття», випущений через шість років, є непрямим приквелом до «Ігор патріотів» і хронологічно першою книгою, у якій з'являється Джек Раян — головний герой більшості романів Кленсі.
Роман дебютував під номером один у списку бестселерів New York Times. Прем'єра екранізації з Гаррісоном Фордом у ролі Раяна відбулася 5 червня 1992 року.

## Сюжет
Озброєний напад і спроба викрадення принца і принцеси Уельських та їхнього малолітнього сина сталася на вулиці Мелл неподалік від Букінгемського палацу. Напад був організований Армією Визволення Ольстера (АВО), групою, що відкололася від Тимчасової Ірландської республіканської армії (ТІРА). Джек Раян, який випадково опинився поруч, згадавши свої навички морського піхотинця, втручається в бій, врятувавши принца та принцесу Уельських з дитиною та допомігши арештувати одного з нападників, Шона Міллера. Під час перестрілки Джон Мак-Крорі поранив Раяна. Тут же Мак-Крорі вбивають, а Міллера заарештовують.
Поки Раян одужує, британські журналісти відвідують його та роблять відомим, королівська сім'я вшановує його та посвячує в лицарі. Тим часом нападника Шона Міллера суд присяжних засуджує до довічного ув'язнення за спробу викрадення; однак його спільники з АВО на чолі з Кевіном О'Доннелом звільняють його, напавши на конвой, під час транспортування поромом до в'язниці суворого режиму. Їхні лівійські союзники допомагають їм втекти до секретного табору в північноафриканській пустелі. Це фактично перший провал у довгому ланцюжку дбайливо спланованих і реалізованих терактів, Міллер розлючений і клянеться помститися Раяну.
Раян повертається додому в США, де збирається продовжити викладати історію у Військово-морській академії США в Аннаполісі, штат Меріленд. Він упевнений, що небезпека минула, і АВО, яка досі не діяла на американському континенті, не зможе напасти на нього в Сполучених Штатах. Однак Міллер переконав О'Доннелла розпочати операцію в США, спрямовану проти Раяна та його родини, і залучив для цього допомогу афроамериканської внутрішньої терористичної групи, відомої як «Рух». Хоча операція в першу чергу спрямована на помсту, вона також має за мету скомпрометувати політичного конкурента у збройній боротьбі ірландців проти Англії — ТІРА, яку звинуватять у атаці і це приведе зменшення їх фінансової підтримки, отримуваної від американської діаспори.
Операція полягає у одночасному нападі на Раяна та на його сім'ю. Завдяки випадковості, вбивцю, посланого вбити Раяна, перехоплюють до того, як він виконує своє завдання, але його дружина Кеті та дочка Саллі отримали серйозні поранення, коли Міллер обстріляв їх автомобіль та спричинив серйозну аварію на автостраді; вони доставлені в лікарню для надання медичної допомоги.
Після нападу на його сім'ю Раян звинувачує власну безпечність та хоче помститись нападникам. Для цього він повертається до роботи аналітиком в Центральне розвідувальне управління (ЦРУ).
Однак ірландські терористи не відмовились від ідеї помститись Раянові. Вони готують зухвалий план нападу на будинок Раяна в Мериленді в той час, коли принц і принцеса Уельські відвідають Раяна під час свого офіційного візиту до США. АВО знову залучають до нападу членів місцевого терористичного «Руху». Не зважаючи на посилену охорону, терористи детально планують і вчиняють напад на дім Раяна. Метою нападу є вже не лише помста Раяну, але і викрадення принца і принцеси Уельських, щоб обміняти їх життя на ув'язнених, що перебувають в англійських тюрмах. Оскільки єдина під'їзна дорога охороняється десятками поліцейських і агентів секретної служби, терористи планують використати неочікуваний морський шлях для висадки і безперешкодної втечі.
Напад спочатку йде за планом, зухвалість та ефект несподіванки допомагає терористам; більшість охоронців були вбиті, ще до того як зрозуміли, що трапилось. Швидке прибуття антитерористичної групи на гелікоптері відволікає увагу терористів, і другові Раяна, військовому пілоту Роберту Джексону, вдається нейтралізувати кількох нападників та звільнити бранців, які пробують втекти на одному з човнів. Терористи на другому човні переслідують втікачів, але ті встигають дістатись до бази морської піхоти в порту.
Місцева поліція, морська піхота і моряки Військово-морської академії США не дають терористам втекти та затримують їх спільників. Перебуваючи під впливом емоцій, Раян намагається вбити загнаного в кут Міллера, але його вчасно стримують.
Після затримання терористів АВО Раян прибуває в лікарню, якраз встигнувши на народження сина, Джека Раяна-молодшого.

## Персонажі
- Джек Раян: викладач історії у Військово-морській академії США в Аннаполісі, штат Меріленд; згодом аналітик Центрального розвідувального управління.
- Доктор Керолайн «Кеті» Раян: офтальмолог-хірург Інституту зору Вілмера, який є частиною Медичної школи Університету Джона Гопкінса; дружина Джека Раяна.
- Олівія «Саллі» Раян: дочка Джека та Кеті Раян.
- Принц Уельський
- Принцеса Уельська
- Спеціальний агент Деніел «Ден» Мюррей: юридичний аташе ФБР у посольстві Сполучених Штатів у Лондоні.
- Джеймс «Джиммі» Оуенс: офіцер англійської поліції, який спеціалізується на антитерористичних операціях.
- Роббі Джексон: пілот-винищувач та інструктор у Військово-морській академії США в Аннаполісі, штат Меріленд; друг Джека Раяна.
- Шон Міллер: оперативний офіцер Армії визволення Ольстера (АВО).
- Кевін Джозеф О'Доннелл: Лідер Армії визволення Ольстера.
- Джеймс Грір: заступник директора ЦРУ з розвідки. Особисто приймає Раяна в агентство.
- Марті Кантор: помічник адмірала Гріра, пізніше йде на пенсію і його роботу виконуватиме Раян.
- Старший сержант Ной Брекенрідж: начальник відділу безпеки та головний інструктор із вогнепальної зброї у Військово-морській академії США в Аннаполісі.
- Падрейг «Педді» О'Ніл: представник Тимчасової ірландської республіканської армії в Британському парламенті.
- Денніс Кулі: власник магазину рідкісних книг; агент АВО.
- Джеффрі Воткінс: зв'язковий між британським міністерством закордонних справ і королівською родиною; виявилося, що це «кріт» АВО, який таємно передавав інформацію О'Доннеллу через Кулі. Вчиняє самогубство після арешту Міллера, О'Доннелла та інших терористів АВО.
- Алекс Доббенс: член внутрішньої афроамериканської терористичної групи, яка називається «Рух»; допомагав АВО в їхніх операціях у Сполучених Штатах.

## Теми
Ігри патріотів трохи змінили кліше неоднозначності, яке було започатковане у шпигунських романах Джона ле Карре, Лена Дейтона та Роберта Ладлума. Терористи, показані у «Іграх патріотів» настільки негативно, що підірвали моральну неоднозначність антагоністів. Згідно з нарисом Марка Керазіні про роман, «відраза Кленсі до терористів настільки різка й інтенсивна… що межує з фізичною». Він додав, що "зрозуміла огида автора до своїх лиходіїв є «буржуазною», бо «до цих ірландських „патріотів“ немає ані крихти симпатії».
Існувала версія, що роман також був натхненний жанром готичного хоррору в зображенні АВО, як «перекручених політичних невдач», які практикують політичне насильство в дусі графа Дракули та його «сім'ї», а також іншими елементами готики, такими як присутність принца і принцеси Уельських.

## Розвиток
Кленсі почав працювати над романом «Ігри патріотів» у 1979 році, разом з іншими романами, які пізніше будуть опубліковані: «Полювання за „Червоним Жовтнем“» (1984) і «Кремлівський кардинал» (1988). Кленсі так описував свою пристрасть до точності та деталей: 
Коли я був у Лондоні, досліджуючи «Ігри патріотів», я провів 20 годин, ходячи по торговому центру з камерою, записником та магнітофоном, просто створюючи хореографію свого вступного розділу, щоб переконатися, що це станеться. Пізніше, коли я повів туди своїх дітей, я міг сказати їм: «Це дерево, за яким Джек Раян сховав свою дружину та дочку, і це дорога, звідки втекли погані хлопці». Я відчуваю моральний обов'язок перед своїми читачами: у страховому бізнесі потрібно звертати увагу на деталі, інакше клієнт може втратити все.
 Хоча його критикували за дублювання технічних деталей у романі, Кленсі вважав «Ігри патріотів» найкращим романом.
Обговорюючи фінальну сцену, де Джек Раян залишає основного антагоніста Шона Міллера живим замість того, щоб убити його, Кленсі зауважив: "З усіх листів, які я отримав на відгук до «Ігор патріотів», в жодному не було сказано: «Він мав убити маленького виродка». Особисто я б це зробив. Ви б не чіпали моїх дітей. Він повинен грати за правилами.

## Рецепція
У комерційному плані Ігри патріотів дебютували під номером один у списку бестселерів «Нью-Йорк таймс» за тиждень, починаючи з 2 серпня 1987 року. Відтоді і до наступного року було продано понад 1 063 000 примірників у твердій палітурці.
Книга отримала загалом позитивні відгуки критиків. «Нью-Йорк таймс» оцінила його як «потужний твір популярної фантастики; його сюжет, хоча й неправдоподібний, непереборний, а його емоції універсальні». Проте вердикт Kirkus Reviews неоднозначний, стверджувалось, що «Захоплюючі перестрілки та погоні, а також багато королівських бажань; але без військово-морської автентичності, щоб підкріпити прозу, в якій Кленсі — як риба у воді».

## Екранізація
Роман був екранізований як однойменний художній фільм, котрий вийшов на екрани 5 червня 1992 року. Джека Раяна зіграв Гаррісон Форд, а Шона Міллера — Шон Бін. Фільм є продовженням попереднього фільму «Полювання на „Червоний Жовтень“» (1990), хоча в книгах порядок сюжету протилежний. Крім того, принц і принцеса Уельські були замінені лордом Холмсом, держсекретарем у справах Північної Ірландії та двоюрідним братом королеви, як основною метою АВО. Ігри патріотів пробув два тижні фільмом № 1 вікенду, врешті-решт зібравши 178 051 587 доларів у світовому прокаті. Він отримав загалом позитивні відгуки та отримав 73 % рейтингу «Свіжість» на Rotten Tomatoes на основі 33 відгуків.
Кленсі розкритикував фільм за занадто сильне відхилення сценарію від вихідного сюжету, заявивши, що «я не люблю їсти бруд, і я не буду їсти нічого від цих хлопців». «У сценарії зйомок є лише одна, можливо, дві сцени, які відповідають сцені в книзі», — пізніше додав Кленсі. «У них є фільм під назвою „Ігри патріотів“, у якому використовуються мої персонажі, але це не моя історія». Врешті-решт він попросив видалити його ім'я з рекламних матеріалів фільму, і з метою протидії вступив у переговори з тією ж командою Paramount Pictures про продаж прав на його інший роман «Сума всіх страхів» (1991). До моменту виходу фільму в 2002 році автор охолов від ідеї екранізувати свої книги.

## Виноски
1. ↑  Зважаючи на часові рамки роману, ймовірно мова йде про Чарльза III та принцесу Діану, та їх сина принца Вільяма